# Ali Shaheed Muhammad
Ali Shaheed Muhammad (ur. 11 sierpnia 1970 roku w Brooklynie w Nowym Jorku) – hip-hopowy DJ i członek grupy muzycznej A Tribe Called Quest. Po rozpadzie grupy, utworzył grupę o nazwie Lucy Pearl.
12 października 2004 roku wydał solowy album Shaheedullah and Stereotypes. Ali Shaheed Muhammad jest muzułmaninem. Razem z J Dillą oraz Q-Tipem tworzył kolektyw producencki The Ummah.

## Dyskografia
- Shaheedullah and Stereotypes (2004)